# Arquitectura tècnica

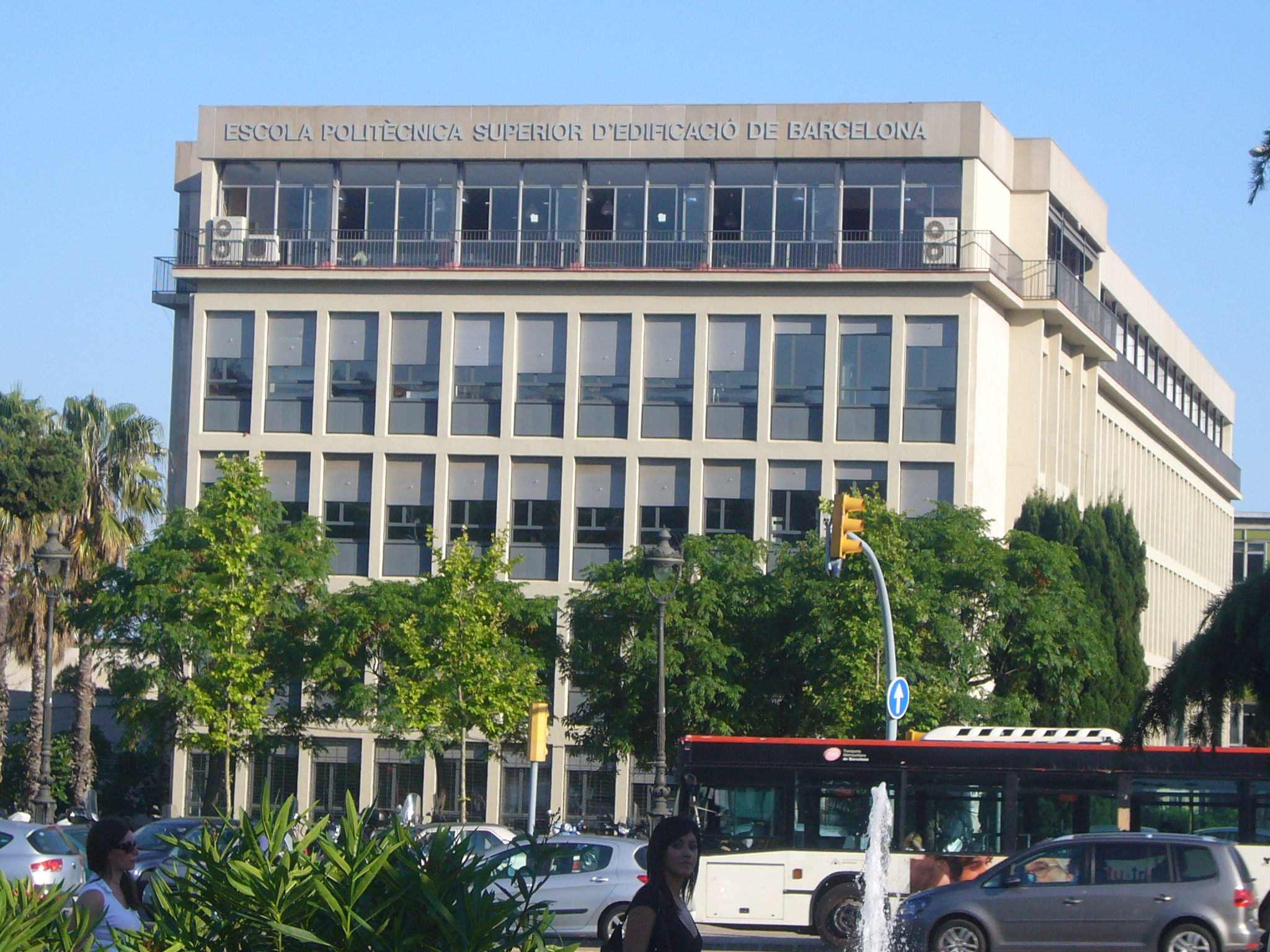
Escola Politècnica Superior d'Edificació de Barcelona, on s'imparteix el grau en Arquitectura Tècnica i Edificació.

L'arquitectura tècnica és la disciplina tecnològica encarregada de la construcció dels edificis. Etimològicament esta composta per la paraula “arquitectura” del llatí architectūra, i la paraula “tècnica” del grec τέχνη (tekhne). (Architectura prové del grec antic ἀρχιτέκτων, architéctōn, compost de ἀρχός, archós ‘guia’, i τέκτων, téctōn, ‘construcció’ i la paraula “tècnica” del grec τέχνη "tekhne" que es refereix a art, tècnica, ofici o destresa i evidenciant l’arrel de l'indoeuropeu *teks-, "fabricar o crear"). Per tant, el significat etimològic de l'arquitectura tècnica seria el de "l'art, ofici o destresa de fabricar i guiar la construcció".
La construcció és un art i una tècnica. A la part artística i conceptual s'hi dedica l'arquitectura i a la part tecnològica s'hi dedica la enginyeria.
Els professionals de l'arquitectura tècnica es dediquen a la part tecnològica i, per tant, a la part enginyeril de la construcció. Són tecnòlegs i a l’igual que passa amb la resta de tecnologies i rames de la enginyeria són coneixedors dels principis i coneixements científics i tecnològics, que apliquen al seu àmbit de treball, que és la construcció, el manteniment i la conservació dels edificis. El seu objectiu és fer possible els somnis i les seves eines són l'ingeni per dirigir l'obra, planificant i resolent els problemes de la seva execució.
En l'arquitectura tècnica s'utilitzen coneixements de: 
- Les ciències pures com les matemàtiques i la lògica
- Les ciències naturals com la geologia, la mecànica del sols, la química dels materials, la física
- Les ciències aplicades com la geometria o la informàtica
- Les ciències socials com l'economia i el dret en la construcció

També s'utilitzen alguns mètodes empírics, ja que els arquitectes tècnics busquen l'obtenció de resultats reals, i es poden permetre aproximacions, valoracions segons l'experiència i aplicacions de diversos mètodes i coneixements (científic, experimental, etc.). Són molt importants els ordres de magnitud, per exemple, i el plantejament de preguntes i de respostes, ja que l'objectiu no és aconseguir el major nombre de xifres decimals d'un resultat, sinó l'obtenció de la solució a un problema real de construcció.
Tots aquest coneixements són obtinguts a través de l'estudi de la teoria, la pràctica i l'experiència per a ser aplicats amb criteri i amb consciència en el desenvolupament de tècniques per al benefici de la humanitat.

## Els professionals de l'arquitectura tècnica

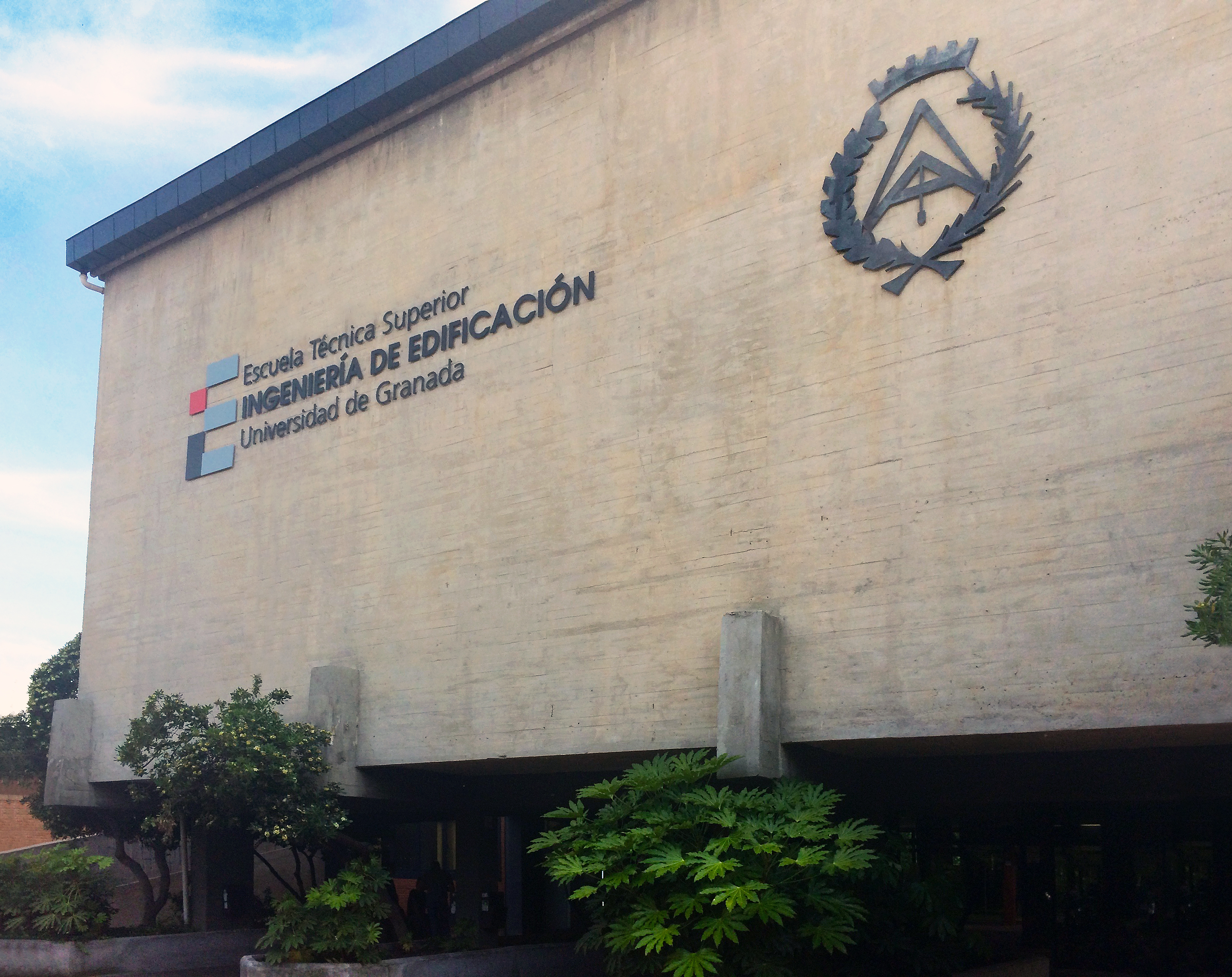
Façana de l'Escola Técnica Superior d'Enginyería de l'Edificació de la Universitat de Granada

L'arquitectura tècnica és una professió regulada a Espanya amb molts anys d'història. Els professionals que s'hi dediquen són hereus dels mestres d’obra i dels aparelladors. Els mestres d'obra van ser els constructors d'esglésies i catedrals d'època medieval. Per altra banda, el nom d'aparellador indicava que es tractava d'un agent que coneixia els aparells de les fàbriques, tècniques i mitjans per a la seva execució. En l'escut d'aquests dues professions precursores, i en l'actual arquitectura tècnica, hi ha l'archipendulum, un inclinòmetre primitiu que fou emprat des del temps dels antics mestres constructors de les piràmides d'Egipte i amb el qual es messurava la verticalitat de la construcció. Per tant, es tracta d'una professió molt antiga, que ha tingut diversos noms al llarg de la seva història, però en tots ells ha estat sempre estretament relacionada amb la direcció de la construcció física de l'obra d'edificació, utilitzant principis específics de l’enginyeria per a resoldre desafiaments concrets de la construcció i distingint-se plenament de l'arquitecte, encarregat de crear i dissenyar edificacions o espais urbans, el qual utilitza principis artístics per a resoldre els aspectes formals, funcionals i estètics d’un projecte arquitectònic. És per això que l’arquitecte és considerat un artista i l’arquitectura una de les sis arts majors o belles arts, mentre que l’arquitecte tècnic és un professional tecnològic, que a la resta del Món es denomina majoritàriament com a "enginyeria d'edificació"
Amb la finalitat d'igualar la denominació a Espanya amb al seus homòlegs europeus, a partir de l'any 2009-2010, els estudis d'arquitectura tècnica es van substituir pel Grau d'Enginyeria de l'Edificació, però una sentència de 9 de març de 2010, de la Sala Tercera del Tribunal Suprem Espanyol, va obligar a no poder utilitzar aquesta denominació a l'estat espanyol. El conflicte judicial, que afecta principalment la denominació del títol de grau universitari, es basa en el fet que la nova denominació no produís confusió, amb la professió regulada que l'habilita a l'estat espanyol (arquitectura tècnica). A causa d'aquest conflicte judicial respecte a la denominació del títol de grau, impulsat pels col·legis professionals d'Enginyeria Industrial i d'Enginyeria Civil, algunes escoles van decidir, temporalment, canviar-ne la denominació, a fi de poder expedir els títols universitaris que impartien. El conflicte es basa en el fet que aquests col·legis no reconeixen la professió d'Arquitecte Tècnic dins l'àmbit de l'enginyeria. Cal afegir que aquest conflicte deriva d'un enfrontament històric, que es remunta al segle xix, per aconseguir el monopoli de l'enginyeria aplicada a l'edificació, més que no pas en qüestionar la formació tecnològica aplicada, cosa que per altra banda és inqüestionable en una professió tant antiga i reglada. Per tant, aquest procediment judicial respon més a una lluita entre lobbys professionals, i no tant a qüestionar la formació tecnològica de l'Arquitecte Tècnic, ni de la seva evolució natural cap al nom d'Enginyer de l'Edificació, ja que per legitimitat històrica, acadèmica i moral, pertany als termes d'Enginyer i d'Edificació. Actualment existeixen algunes escoles universitàries d'arquitectura tècnica a l'estat que atorguen el títol d'enginyer d'edificació, però la major part han tornat, per imperatiu legal, a la denominació d'arquitecte tècnic.
El patró dels aparelladors i, per extensió, dels arquitectes tècnics i dels enginyers d'edificació és Sant Joan d'Ortega.

## Història de la professió

### Mestres d'obra

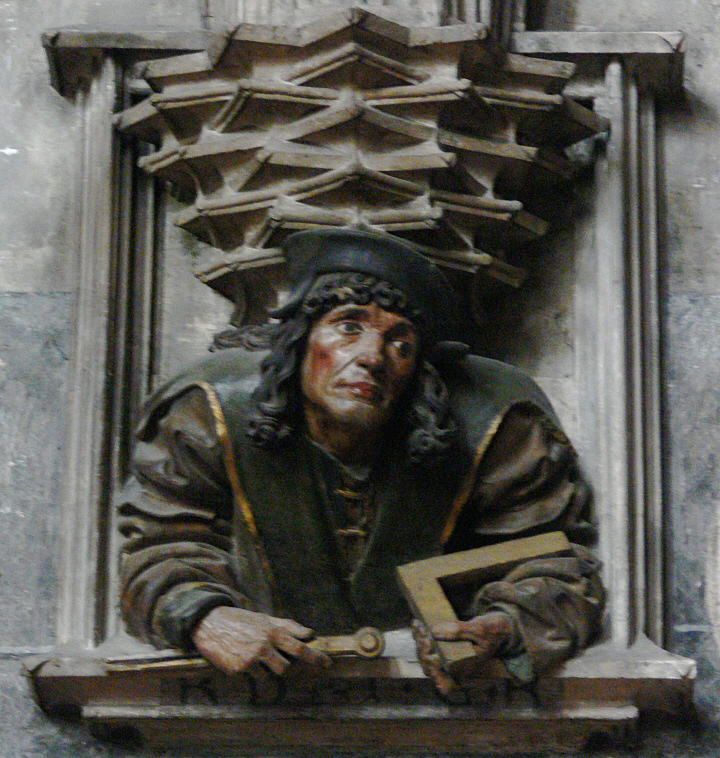
El mestre d'obres Anton Pilgram, en el púlpit de la Catedral de Sant Esteve de Viena.

Els mestres d'obra eren els constructors d'esglésies i catedrals de l'època medieval. S'anomenaven magister operis o magister domorum, és a dir, mestre d'obra o mestre de cases. També van estar lligats a altres oficis com els fusters. La seva organització era gremial i l'accés és feia per cooptació, mitjançant una selecció o reclutament de nous membres per nominació interna. Aquesta estructura tancada en si mateixa va donar peu a la creació de la maçoneria o francmaçoneria. "Fins a la fi de l'Antic Règim pertanyeren a l'estament menestral. Al segle XVI els mestres de cases de Barcelona es constituïren independents i reberen privilegis de Carles V, de Felip II (1585) i de Felip III (1599); eren governats per tres cònsols. Esmentats per primer cop el 1415, reberen diferents ordinacions durant el segle XVIII (1743, 1762, 1796)". Abans del segle XVIII els arquitectes de càrrecs oficials eren anomenats Maestros Mayores del Reino.

#### La formació acadèmica dels mestre d'obres

Baumeister ("mestre d'obres"). Grabat de Jost Amman, 1536.

Amb l'arribada de la revolució liberal, es planteja l'eliminació del gremis, portant a terme els plantejaments de la Constitució de les Corts de Cadis de 1812, amb el qual es vol crear un nou ordre social que acabi amb la societat estamental que havia caracteritzat a Espanya fins a aquell moment. En aquells a societat estamental, la producció d'edificis anava a càrrec dels mestres d'obra, que projectaven i dirigien les obres, però amb l'eliminació del gremis apareix la necessitat d'accés a la professió a traves de la formació acadèmica. L'any 1817, es crea una classe d'arquitectura a la LLotja, dirigida per Antoni Cellers i Azcona, aquest fou succeït per Josep Casademunt a la seva mort el 1835. En paral·lel es crea la formació de mestre d'obres. A Catalunya, l'ensenyament acadèmic de mestre d'obres començà a Barcelona el 1850, quan el Reial Decret de 31 d'Octubre creava la Reial Acadèmia de Belles Arts Sant Jordi a l'Escola de nobles Arts de la Llotja, fundada el 1775 i patrocinada per la Junta Particular de Comercio.
El 1855, la Llei Luján, va eliminar els estudis de mestre d'obres, ja que al seu parer aquests s'havien creat per a cobrir una necessitat puntual de construcció i per la manca d'arquitectes que hi havia. A més a més, els arquitectes estaven formats en estudis d'art, que feia falta per actuar en els monuments i aquesta formació els mancava als estudis dels mestres d'obres. En aquells moments el títol d'arquitecte només es podia obtenir a la Escuela Especial de Madrid. El 1858 es van tornar a reprendre les classes amb la Llei General de Instrucció Pública i l'Escola i va passar a formar part de la Universitat que restablia l'ensenyament. La demanda d'una escola d'arquitectura a Barcelona, va fer que durant 1870 es posés en funcionament un incipient curs dirigit pels mateixos professors de l'ensenyament de mestre d'obres. L'any 1871, l'ensenyament de mestre d'obres es va extingir definitivament donant alguna possibilitat de recuperació als alumnes que estaven en curs. Aquest era el cas, entre d'altres, de Josep Graner i Prat que va obtenir el títol el 22 de juny de 1872 i que va sol·licitar un examen extraordinari a finals del 71, ja realitzat a la Escuela Politécnica provincial de Barcelona; l'últim títol es lliurà el 1873. El 1875 s'aprovà definitivament l'Escola d'Arquitectura de Barcelona que ja s'havia instal·lat a l'Edifici històric de la Universitat de Barcelona a l'Eixample, creat per l'arquitecte Elies Rogent.

### Aparelladors[13]
«Aquí yace Guillen de Rohan, maestro de la iglesia de León y apareiador desta capilla»: La cita correspon a un dels sepulcres de les capelles de Santa Clara (Tordesillas) i suposa la primera referència escrita que es conserva sobre la professió d'aparellador a l'estat espanyol. Guillen va morir en la primera meitat del segle xv, confirmant que aquesta professió tècnica és una de les més antigues de l'estat espanyol. La funció dels aparelladors era organitzar, supervisar i executar les obres en els aspectes tècnics i econòmics quotidians, i apareix definida amb claredat a la segona meitat del segle xiii. Tingué una gran importància durant la construcció dels grans edificis del renaixement.
La denominació professional (no confondre amb la titulació acadèmica) es va començar a recollir a l'abundant documentació de les grans obres de nobles i reis de mitjans del segle XVI. La primera accepció professional és la de tècnics i executors de l'estereotomia de la pedra. La qualificació d'Aparellador s'atorgava als mestres majors davant la demostració de la pràctica professional i dels seus coneixements tècnics davant d'un tribunal integrat pels millors artistes, que eren pèrits a Arquitectura, Escultura i Pintura, un primer antecedent de les actuals “oposicions”. L'abril del 1620, Francisco de Potes va ser seleccionat per un Tribunal per ocupar la plaça d'Aparellador de les obres reials de l'Alhambra de Granada.

#### La formació acadèmica d'aparellador[17]
A partir del 1757 (quan es crea la Reial Acadèmia de Nobles Arts de Sant Ferran), el model gremial del mestre constructor comença a ser substituït per la professionalització de l'arquitecte-artista dissenyador de l'obra. En aquesta estructura organitzativa, els Aparelladors es van promocionar a la categoria de mestres majors o arquitectes de les grans obres reals. Va ser el 24 de gener de 1855 quan l'anomenat “Decreto Luján” va instituir el títol d'Aparellador en substitució del de mestre d'obres. El 1895 es disposa que els estudis corresponents es realitzarien a les Escoles d'Arts i Oficis, però les seves atribucions no es fixen fins al 1902 on l'aparellador assumeix les competencies de la direcció técnica de les obres. La Reial Ordre de 5 de gener de 1905 plasma, per primera vegada, l'assoliment polític d'un òrgan corporatiu de la professió: la Societat Central d'Aparelladors. El 1919, el Reial Decret del 28 de març recull la intervenció obligada de l'Aparellador en totes les obres dirigides pels arquitectes de l'Estat, província o municipi el pressupost del qual superi les 15.000 pessetes. Així mateix, aquest Reial Decret al.ludeix per primera vegada a la responsabilitat civil o criminal en què pot incórrer l'Aparellador, derivada de la seva actuació amb l'arquitecte.

#### Fites històriques
Les dues fites històriques en què van culminar les aspiracions de la professió per a l'exercici liberal es van forjar als Decrets de 1935 (on va sorgir la configuració actual de la professió, en establir l'obligatorietat d'intervenció dels Aparelladors a totes les obres d'arquitectura) .
Acadèmicament, també va constituir una fita important la Llei d'Ensenyaments Tècnics de 1957, en configurar els estudis que s'impartien a les Escoles d'Aparelladors, introduint el Curs Preparatori més els tres anys de carrera, i que va establir les especialitats d'urbanisme, organització d'obres i instal·lacions.

### Arquitectes tècnics[13]
L'any 1964, la titulació acadèmica d'Aparellador va passar a ser d'Arquitectura Tècnica i es van integrar els estudis a la Universitat a partir de la Llei General d'Educació del 1970. Les Escoles Universitàries d'Arquitectura Tècnica es van constituir per Reial decret del 10 de maig del 1972.
L'any 1999 es va iniciar a Europa un proces d'armonització dels diferents sistemes educatius de la UE, connegut com a Procès de Bolonya, que va suposar l'adaptació del sistema universitari espanyol a l'Espai Europeu d'Educació Superior. Amb aquesta adptació la titulació universitaria d'arquitectura tècnica va passar a ser un grau universitari de quatre anys (240 ECTS).

#### Fita històrica
Les tres fites històriques de l'arquitecte tècnic són el Reial Decret d'atribucions dels arquitectes tècnics de 1971 i el de tarifes d'honoraris de 1979, amb el que es produeix una ordenació més àmplia de la intervenció dels arquitectes tècnics en els treballs propis de la seva professió regulada.
La segona fita història és la Llei 12/86 (referendada per la Llei 33/1992) on queden definitivament fixades les atribucions dels Arquitectes Tècnics. La capacitat de projectar obres que no requereixin projecte arquitectònic, la direcció de l'execució material de les obres i l'exercici de la docència són els aspectes més destacats d'aquest quadre normatiu.
La tercera fita històrica és la promulgació de la Llei 38/99, d'Ordenació de l'Edificació, de 5 de novembre -LOE-, que va tenir una gran importància en el desenvolupament del procés de l'edificació i en el desenvolupament de l'activitat professional, així com en la consolidació de les competències pròpies dels arquitectes tècnics. Aquesta norma ha posat fi a gairebé un quart de segle d'intents frustrats per aconseguir una norma comuna que regulés el procés de l'edificació. La Llei ha consagrat el model de direcció facultativa col·legiada (director d'obra i director de l'execució de l'obra), amb l'obigació d'intervenció de l'arquitecte tècnic en totes les obres, els usos de les quals es corresponguin amb l'edificació de caràcter administratiu, sanitari, religiós, residencial, docent i cultural, així com en totes les edificacions de l'àmbit de l'enginyeria la direcció d'obra del qual l'exerceixi l'arquitecte.

### Enginyers en edificació
En la major part de la resta del Mòn, aquesta titulació va desenvolupar-se des del mestres d'obra al que ara són els enginyers d'edificació o els enginyers civils.

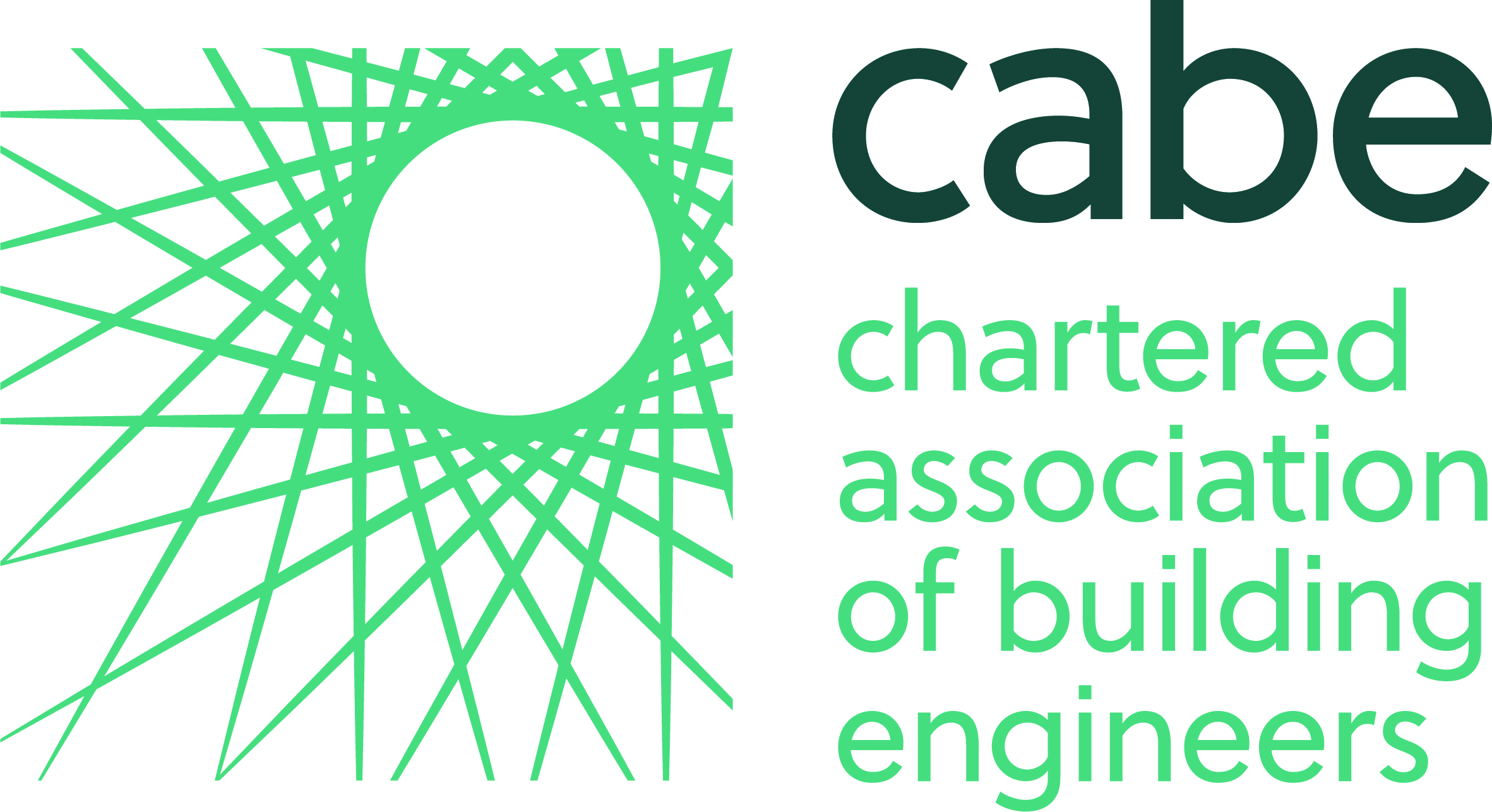
Chartered Association of Building Engineers

En anglès, en l'àmbit acadèmic, l'enginyeria de l'edificació està associada a formacions generalistes sota els termes d'Architectural Technology & Construction Management, principalment al Regne Unit i Irlanda, Building Engineering, principalment al Canadà i Austràlia, Architectural Engineering, principalment a els Estats Units, encara que també usat al Regne Unit, així mateix el terme Building Constructor també és freqüent.
En llengües llatines, especialment a Europa, la seva denominació és homogènia, sent el terme usat el d'enginyer de l'edificació, traduït a cadascuna de les llengües respectives, en italià és ingegneria edile, en francès ingénierie du bâtiment, i en les diferents llengües espanyoles, enginyeria de l'edificació en castellà, en euskera eraikunta ingeniaritza, en català o valencià enginyeria de l'edificació, i finalment en gallec és enginyeria de l'edificació.
En alemany l'enginyeria de l'edificació està vinculada al terme d'enginyeria civil o bauingenieur, i associada a la construcció d'estructures sota el terme Hochbau Hochbau i gestió de la construcció sota el terme Bauleiter, però, la denominació per designar aquesta enginyeria als països de llengua alemanya, tant Alemanya com Àustria, és la d'Ingenieurin für Hochbau, que traduït al castellà seria igual que en italià o francès, enginyeria de l'edificació, així mateix per designar la seva professió en llengua anglesa, la denominació més comuna, en qualsevol part del món, és la de Building Engineering o enginyeria de l'edificació.
Hi ha vies diferents en la seva formació acadèmica, actualment la més desenvolupada és la que parteix d'un títol de formació generalista en enginyeria de l'edificació, com a França, Itàlia, Austràlia, Canadà, Estats Units, Malàisia o recentment Espanya, una altra via és com una especialitat o disciplina dins de la titulació d'enginyeria civil, bé com una especialització al segon cicle, a través d'un màster en Enginyeria de l'edificació, bé com una titulació de grau associada a l'enginyeria de la construcció, que abasta tant edificació com a obra pública, o bé una titulació de grau associada a l'enginyeria estructural.
Històricament, en alguns països, les titulacions actuals en aquesta enginyeria han derivat de la formació d'arquitecte, cas de Dinamarca o Finlàndia, o bé de l'enginyer civil. Així mateix, també és freqüent la doble titulació d'Arquitecte-Enginyer de l'Edificació, com a Itàlia, el Japó o Corea del Sud.
A la majoria dels països desenvolupats, i sobretot als països europeus de referència, com Alemanya, França o Itàlia, aquestes diferents vies en la seva formació acadèmica coexisteixen simultàniament. En síntesi es podria parlar de tres figures de referència per entendre aquesta enginyeria, les tres íntimament relacionades entre si:
- L'enginyer de l'edificació, més vinculat a l'edificació d'una manera integral, abraça tot el procés tècnic.
- L'enginyer civil, més vinculat a les infraestructures.
- L'enginyer d'edificació-arquitecte, formació que vincula l'arquitectura amb la part tecnològica.

Després del Procés de Bolonya el període de formació acadèmica, a la majoria dels països integrants, es distribueix en dos cicles, un primer cicle de tres anys anomenat Grau de 180 ETCS, i un segon cicle anomenat Postgrau, format per un màster habilitant de 180 ETCS i un doctorat, a molts països a part, hi ha màsters d'especialització, un cop superat el període de grau i màster corresponent. Les excepcions les trobem bàsicament al Regne Unit, Dinamarca, Polònia, amb un període de formació que respon a singularitats nacionals. En el cas de les escoles universitaries que imparteixen el Grau d'Enginyeria d'Edificació a Espanya, el seu període de formació es va iniciar amb 3+2, però després de la reforma es va optar, per un acostament al model del Regne Unit o països dins de l'anomenada angloesfera, i no al de la resta d'Europa.

## Habilitats
Els arquitectes tècnics són solucionadors de problemes. Contribueixen a fer possible la materialització de la idea de la manera que s'adapti millor a les demandes prefixades.
Quan es comparen i es contrasten amb els arquitectes dedicats al disseny, els arquitectes tècnics aporten les seves pròpies perspectives úniques, fruit del coneixement tecnològic, per resoldre els desafiaments amb claredat i imaginació. Si bé les persones que consideren formar-se en aquesta professió han de tenir una sòlida comprensió de les matemàtiques i les ciències, així com altres habilitats que també són molt desitjables, inclòs el pensament crític i analític, l'administració del temps i diners, la gestió de processos, la coordinació i lideratge d'equips i persones i el domini de la comunicació.

## Col·legiació professional
El 1930 es va crear l'Associació d'Aparelladors de Catalunya i l'any 1940 es va transformar en el Col·legi d'Aparelladors de Catalunya i Balears Arxivat 2023-12-25 a Wayback Machine. Entre 1970 i 1982, aquest col·legi va publicar la revista CAU (Construcción / Arquitectura / Urbanismo).
Actualment a Espanya hi ha uns 50.000 arquitectes tècnics col·legiats en els 55 col·legis professionals de l'arquitectura tècnica espanyols, agrupats en el Consell General de l'Arquitectura Tècnica d'Espanya- CGATE-, dels quals 11 col·legis ho són als Països Catalans:
1. Col·legi de l'Arquitectura Tècnica de Barcelona
2. Col·legi de l'Arquitectura Tècnica de Girona
3. Col·legi de l'Arquitectura Tècnica de Lleida
4. Col·legi de l'Arquitectura Tècnica de les Terres de l'Ebre
5. Col.legi Oficial de l'Arquitectura Tècnica de Tarragona
6. Col·legi Oficial d'Aparelladors i Arquitectes Tècnics de Mallorca
7. Col·legi Oficial d'Aparelladors, Arquitectes Tècnics i Enginyers d'Edificació de Menorca
8. Col·legi Oficial d'Aparelladors, Arquitectes Tècnics i Enginyers d'Edificació d'Eivissa i Formentera
9. Col·legi Oficial de l'Arquitectura Tècnica de València
10. Col·legi Oficial d'Aparelladors i Arquitectes Tècnics de Castelló
11. Col·legi Oficial d'Arquitectura Tècnica d'Alacant⁷

A Catalunya hi ha un Consell de Col·legis de l'Arquitectura Tècnica de Catalunya, que agrupa i representa als 5 col·legis de l'arquitectura tècnica de Catalunya.

## Requisits per a exercir la professió[10]
L'arquitectura tècnica és una professió regulada que requereix un títol universitari determinat per poder-la exercir a Espanya. En l'actualitat, i després del procés d'adaptació a l'Espai Europeu d'Educació Superior (Procés de Bolonya), hi ha Graus amb denominacions diferents en diferents universitats que habiliten per exercir la professió regulada d'arquitecte tècnic.
Les denominacions més comunes són Grau d'Arquitectura Tècnica, Grau en Edificació, Grau en Ciències i Tecnologies de l'Edificació, Grau en Edificació i Arquitectura Tècnica i Grau en Enginyeria d'Edificació. Anteriorment existia el títol universitari d'arquitecte tècnic i, prèviament, el títol d'aparellador, actualment assimilats a arquitecte tècnic.
A l'hora d'escollir un grau, és important assegurar-se que el títol està aprovat per les instàncies oportunes i compleix les condicions de l'Ordre ECI/3855/2007, de 27 de desembre, per la qual s'estableixen els requisits per a la verificació de els títols universitaris oficials que habilitin per a l'exercici de la professió d'arquitecte tècnic.

## Formació acadèmica
Més de dues desenes d'Universitats espanyoles imparteixen estudis de grau per a exercir la professió d'arquitectura tècnica, que es poden consultar al Registre oficial d'Universitats, Centres i Títols (RUCT) del web del Ministeri de Ciència, Innovació i Universitats.
Són títols de quatre anys (240 ECTS) en què l'estudiant haurà d'adquirir competències, entre d'altres, a les àrees següents: fonaments científics, expressió gràfica, química i geologia, instal·lacions, empresa, dret, Tècniques i Tecnologia de l'Edificació, Estructures i instal·lacions, gestió del procés, gestió urbanística i economia, projectes tècnics. També cal fer un “projecte de fi de grau” en què s'integrin els coneixements adquirits al llarg de la carrera.
Alguns centres que ofereixen aquesta titulació en els Països Catalans són la:
- Escola Politècnica Superior d'Edificació de Barcelona de la Universitat Politècnica de Catalunya
- Escola Politècnica Superior de Girona de la Universitat de Girona
- Escola Politècnica Superior de Lleida de la Universitat de Lleida
- Escola Politècnica Superior de les Illes Balears de la Universidad de las Islas Baleares (UIB),
- Escola Politècnica Superior d'Alacant de la Universitat d'Alacant
- Escola Tècnica Superior d'Enginyería d'Edificació de València de la Universitat de València
- Escola d'Arquitectura Tècnica de la Universitat Jaume I

## L'exercici de la professió[24]

### Industria de la construcció
La indústria de la construcció és la que es dedica a produir i fabricar edificis i infraestructures. Degut a la seva formació, els professionals de l'arquitectura tècnica poden exercir totes les ocupacions, funcions i perfils professionals de la industria de la construcció d'edificis, essent una professió que habitualment es troba amb plena ocupació. Els perfils professionals que usualment ocupen els arquitectes tècnics són: directiu d’empreses, gestió de la producció de l’obra, gestió de projectes, gestió de la seguretat i salut, direcció tècnica de l’obra, auditoria tècnica externa.
Dins d’aquest perfils professionals, les ocupacions poden ser diverses, tot i que les més habituals són:
- Directiu d’empreses constructores o promotores immobiliàries
- Director general o gerent
- Director tècnic
- Director de producció

- Gestió de la producció de l’obra
- Cap de grup
- Cap d’obra
- Cap de producció
- Cap del departament d’estudis
- Cap del departament de compres
- Tècnic d’estudis
- Tècnic de qualitat
- Tècnic de seguretat
- Tècnic de medi ambient

- Gestió de projectes
- Direcció integrada de projecte "Project manager"
- Construction manager
- Quantity surveyor
- Property manager
- Bim manager
- Facility manager
- Gestor urbanístic

- Gestió de la seguretat i salut
- Cap de servei de seguretat i salut
- Auditor de seguretat i salut
- Tècnic de prevenció de seguretat i salut
- Tècnic de servei de prevenció de seguretat i salut
- Safety manager

- Auditoria tècnica externa
- Cap d’auditoria
- Consultor tècnic d’auditoria
- Auditor tècnic de projectes
- Auditor tècnic d’execució de l’obra
- Auditor econòmic
- Auditor mediambiental
- Auditor energètic

### Professió liberal[calcitació]
El paper dels arquitectes tècnics com a professionals liberals ha estat fonamentalment lligat al procés constructiu, essent el màxim responsable de l'execució de l'obra de construcció. La Llei 38/99 Llei d'Ordenació de l'Edificació -LOE- li atorga competències preeminents i en determinats en exclusiva en la funció de director d'execució de l'obra d'edificació. També particpen en la redacció de projectes, elaborant documents com els amidaments, els pressupostos, plans de control de qualitat, estudis de seguretat i salut, càlcul d'estructures, i qualsevol altre en el que s'hagi especialitzat 
El tipus d'actuacions més habituals són:
- Direcció de l'execució de les obres.
- Programació i control de la qualitat i mediambiental en construcció i serveis relacionats.
- Coordinació de seguretat i salut en obres de construcció, en fase de projecte d'obra i en fase d'execució de l'obra.
- Redacció d'estudis de seguretat i salut laboral de tot tipus d'obres de construcció.
- Redacció de projectes en edificació de nova planta, canvi d'ús i rehabilitació, en l'àmbit de les competències definides a la LOE.
- Redacció de projectes fora de l'àmbit de la LOE com són: enderrocs, reformes, arquitectura d'interiors, arquitectura efímera, paisatgisme, piscines. expedients d'activitats econòmiques, etc...
- Disseny, dimensionat i càlcul d'estructures
- Disseny, dimensionat i càlcul d'instal·lacions
- Planificació temporal de l'obra. Organització i planificació dels treballs.
- Disseny i seguiment de la gestió econòmica de la construcció.
- Disseny
- Disseny, gestió i control de productes i/o sistemes constructius fabricats en plantes industrialitzades.
- La realització d'estudis de qualsevol tipus relacionats amb l'activitat de la construcció, en el sentit més ampli.
- Manteniment d'edificis. "tècnic de capçalera"[25]
- Auditoria energètica
- Peritatges
- Valoracions i taxacions immobiliàries.
- Dictàmens, informes i certificats.
- Consultoria segons especialitat; estructures, instal·lacions, accessibilitat, protecció al foc, construcció sostenible, etc...

### Administració
Dins de la funció publica de les administracions de l'Estat, podem trobar professionals de l'arquitectura tècnica exercint diferents càrrecs essent els més habituals:
- Administració estatal i autonomica
- Secretaria, direcció, subdirecció
- Gestor
- Tècnic en valoracions
- Tècnic d'obres

- Administració supramunicipal i municipal
- Tècni de llicències
- Tècnic en disciplina urbanística
- Tècnic d'obres i serveis